# Karijščina
Karijščina je izumrl anatolski jezik, ki se je govoril v antični Kariji med 7. in 4. stol. pr. n. št. Zaradi skromnih virov je slabo poznana. Pojavlja se ne samo v Anatoliji, temveč v obliki grafitov tudi v Egiptu.